# بيتر سمول
بيتر سمول (بالإنجليزية: Peter Small)‏ هو لاعب دوري الرغبي بريطاني، ولد في 1939 في Pontefract ‏ في المملكة المتحدة.